# Chandia
Chandia è una suddivisione dell'India, classificata come nagar panchayat, di 12.806 abitanti, situata nel distretto di Umaria, nello stato federato del Madhya Pradesh. In base al numero di abitanti la città rientra nella classe IV (da 10.000 a 19.999 persone).

## Geografia fisica
La città è situata a 23° 38' 60 N e 80° 42' 0 E e ha un'altitudine di 397 m s.l.m..

## Società

### Evoluzione demografica
Al censimento del 2001 la popolazione di Chandia assommava a 12.806 persone, delle quali 6.587 maschi e 6.219 femmine. I bambini di età inferiore o uguale ai sei anni assommavano a 2.115, dei quali 1.060 maschi e 1.055 femmine. Infine, coloro che erano in grado di saper almeno leggere e scrivere erano 6.767, dei quali 4.253 maschi e 2.514 femmine.